# 경덕궁주
경덕궁주(敬德宮主, 생몰년 미상)는 고려의 왕족이다. 의종과 장경왕후의 장녀이다.

## 생애
생몰년은 확실하지 않으며, 고려의 제18대 왕 의종과 장경왕후의 장녀이다. 명종, 신종의 조카이며, 희종과 강종 등과는 친사촌간이다.
경덕궁주의 모후 장경왕후는 강릉공 왕온의 딸이다. 한편 명종비 광정태후와 신종비 선정태후도 강릉공의 딸들로, 이들은 경덕궁주에게 숙모이자 이모가 된다.
경덕궁주는 1157년(의종 11년) 음력 11월 21일 두 여동생과 함께 정식으로 궁주에 책봉되어 그 호를 경덕궁주(敬德宮主)라고 하였다. 한편 세 딸을 궁주로 책봉한 의종은 이 날 여러 대신을 불러 천녕전에서 연회를 즐겼다고 한다. 경덕궁주는 1162년(의종 16년) 연창공 왕평과 혼인하였으며, 혼인 이후의 삶에 대해서는 남아 있는 기록이 없어 알 수 없다. 호는 경덕궁주(敬德宮主)이다.

## 가족 관계
경덕궁주는 연창공 왕평과 혼인하였다. 남편 왕평은 한남백 왕기와 승덕공주의 3남이다.
- 부왕 : 제18대 의종(毅宗, 1127~1173, 재위:1146~1170)
- 모후 : 의종 제1비 장경왕후(莊敬王后, 생몰년 미상)
  - 남매 : 효령태자(孝靈太子, 생몰년 미상)
  - 동생 : 안정궁주(安貞宮主, 생몰년 미상)
  - 동생 : 화순궁주(和順宮主, 생몰년 미상)
  - 남편 : 연창공 왕평(延昌公 王評, 생몰년 미상)